# تويستد ميتال بلاك
تويستد ميتال بلاك (بالإنجليزية: Twisted Metal: Black)‏ ، هي لعبة فيديو من نوع مبارزة المركبات على قيد الحياة، أنتجت سنة 2001 ، طورت من قبل سوني كمبيوتر إنترتينمنت وتعمل لنظام بلاي ستيشن 2 ، أعيد إصدارها في بلاي ستيشن ستور سنة 2013.

## وصلات خارجية
- تويستد ميتال بلاك على موقع IMDb (الإنجليزية)

- لعبة تويستد ميتال بلاك على موقع IGN
- تويستد ميتال بلاك على موبي غيمز